# Matchbox (Lied)
Matchbox (Engl. für Streichholzschachtel) ist ein Rockabilly-Song, der von Carl Perkins geschrieben und von ihm 1957 als B-Seite der Single Your True Love veröffentlicht wurde.

## Hintergrund
Die A-Seite der Single erreichte Platz 67 der US-amerikanischen Charts. Matchbox basiert teilweise auf Match Box Blues, einem 12-Bar-Blues, der 1927 von Blind Lemon Jefferson aufgenommen wurde. Obwohl Carl Perkins behauptete, den Match Box Blues nicht zu kennen, enthalten beide Lieder die Textzeilen “I’m sittin’ here wonderin’, will a matchbox hold my clothes / I ain’t got no matches but I still got a long way to go.”
Matchbox wurde am 4. Dezember 1956 im Sun Studio in Memphis, Tennessee, von Carl Perkins eingespielt. Produzent der Aufnahme ist Sam Phillips. Am 24. Februar 1957 wurde die Single Your True Love / Matchbox von Carl Perkins veröffentlicht.
Besetzung:
- Carl Perkins: Leadgitarre, Gesang
- Jerry Lee Lewis: Klavier
- Jay Perkins: Akustische Rhythmusgitarre
- Clayton Perkins: Bass
- W.S. „Fluke“ Holland: Schlagzeug

## Aufnahme der Beatles
Matchbox wurde am 1. Juni 1964 in den Londoner Abbey Road Studios (Studio 2) mit dem Produzenten George Martin aufgenommen. Norman Smith war der Toningenieur der Aufnahmen. Die Band spielte fünf Takes ein, Ringo Starr spielte Schlagzeug und sang gleichzeitig. Der fünfte Take wurde als endgültige Version verwendet. Carl Perkins war während der Aufnahmen anwesend, spielte aber nicht mit.
Ursprünglich nahmen die Beatles Matchbox für ihre EP Long Tall Sally auf, die am 19. Juni 1964 veröffentlicht wurde. Die US-amerikanischen Tonträgergesellschaft Capitol Records verwendete Matchbox für das US-amerikanische Album Something New und veröffentlichte die Single Matchbox / Slow Down. Die A-Seite Matchbox erreichte Platz 17 der US-amerikanischen Charts. Matchbox gehörte zu Beginn ihrer Karriere zum Liverepertoire der Beatles, ursprünglich sang Pete Best das Lied; nach seiner Entlassung übernahm John Lennon den Gesangspart. Eine frühe Liveversion erschien auf dem Album Live! at the Star-Club in Hamburg, Germany; 1962.
Für BBC Radio nahmen die Beatles unter Live-Bedingungen eine weitere Fassung von Matchbox auf, die am 10. Juli 1963 im Studio Two, Aeolian Hall, London eingespielt wurde und im November 1994 auf dem Album Live at the BBC erschien.
Besetzung:
- John Lennon: Rhythmusgitarre
- Paul McCartney: Bass
- George Harrison: Leadgitarre
- Ringo Starr: Schlagzeug, Gesang
- George Martin: Klavier

In den Folgejahren wurde Matchbox für die Beatles-Kompilationsalben Rock ’n’ Roll Music (1976), Rarities (1979) und Past Masters (1988) verwendet.

## Weitere Coverversionen
Paul McCartney veröffentlichte 1990 das Livealbum Tripping the Live Fantastic; auf diesem befindet sich eine Liveversion vom Januar 1990. Im April 2021 wurde ein Box-Set von John Lennon/Plastic Ono Band veröffentlicht, auf dem sich eine Version von Matchbox befindet.
Weitere Coverversionen des Songs wurden unter anderem aufgenommen von:
Jerry Lee Lewis (1958), Sonny Burgess (1967), Bob Dylan featuring Johnny Cash (1969), Ronnie Hawkins (1970), Charlie Feathers (1974), Matchbox (1976), Scotty Moore (1977), The Head Cat (2000), Popa Chubby (2003).